# تروبتشيفسك
تروبتشيفسك (بالروسية: Трубчевск) هي إحدى مدن روسيا في الكيان الفدرالي الروسي بريانسك أوبلاست.

## أعلام
- إيفان يفيموفيتش بيتروف